# Радиосвязь на УКВ
Радиосвязь на УКВ —  дисциплина радиоспорта. Номер-код спортивной дисциплины во Всероссийском реестре видов спорта — 1450081811Я. Включает упражнение по проведению двухсторонних радиосвязей в диапазонах радиочастот ОВЧ, УВЧ и СВЧ (условно называемых ультракоротковолновыми, УКВ) с другими участниками спортивных соревнований с использованием собственной радиостанции (приемо-передающее оборудование, антенны).